# آدام برچال
آدام برچال (انگلیسی: Adam Birchall؛ زادهٔ ۲ دسامبر ۱۹۸۴ ورزشکار فوتبال اهل بریتانیا است.
از باشگاه‌هایی که در آن بازی کرده‌است می‌توان به باشگاه فوتبال آرسنال، باشگاه فوتبال جیلینگام، باشگاه فوتبال بارنت، باشگاه فوتبال وایکام واندررز، باشگاه فوتبال دارتفورد، باشگاه فوتبال منزفیلد تاون، باشگاه فوتبال دوور اتلتیک، باشگاه فوتبال بارنت، باشگاه فوتبال دارتفورد، باشگاه فوتبال بروملی، و باشگاه فوتبال مایدستون یونایتد اشاره کرد.
وی همچنین در تیم ملی فوتبال زیر ۲۱ سال ولز بازی کرده‌است.